# Shāllū
Shāllū (persiska: شالو, شالَلو, شاللو) är en ort i Iran.   Den ligger i provinsen Östazarbaijan, i den nordvästra delen av landet, 400 km nordväst om huvudstaden Teheran. Shāllū ligger 2 298 meter över havet och antalet invånare är 174.
Terrängen runt Shāllū är lite bergig.Runt Shāllū är det ganska tätbefolkat, med 62 invånare per kvadratkilometer. Närmaste större samhälle är Bar Āghūsh, 17,6 km väster om Shāllū. Trakten runt Shāllū består i huvudsak av gräsmarker.